# Villa Prat

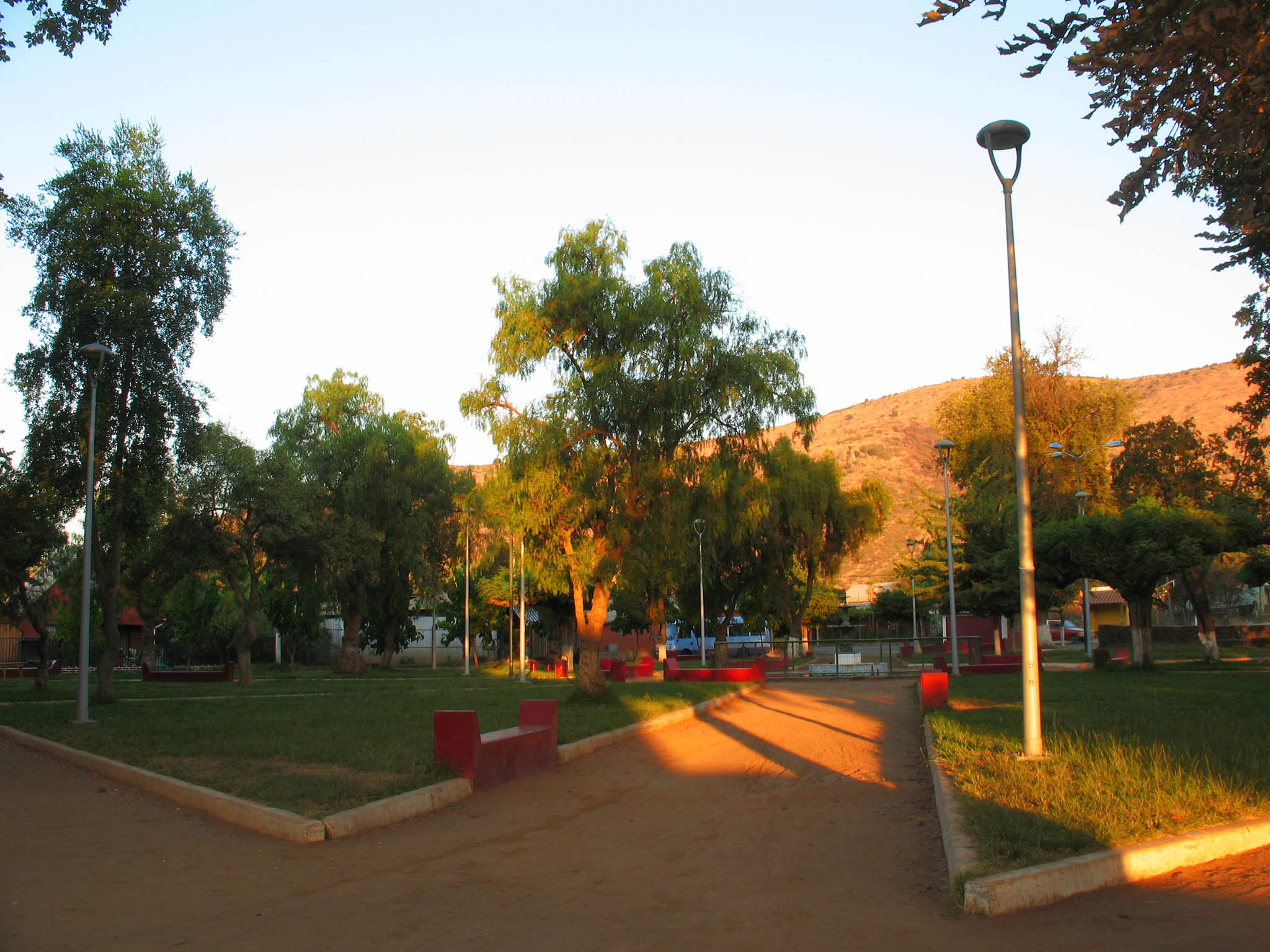
Plaza del pueblo.

Villa Prat es una localidad chilena ubicada en la comuna de Sagrada Familia, provincia de Curicó, Región del Maule. Tiene una superficie de 4,50 km², y para 2002 albergaba a una población de 2170 habitantes.
Orográficamente corresponde a un valle entre los faldeos del cerro Pequén y el río Mataquito, y su economía es prácticamente agrícola, destacándose también, los trabajos con productos encurtidos.
La localidad fue duramente afectada por el terremoto del 27 de febrero de 2010, catastrándose cerca del 90 % de sus estructuras destruidas o escombrosas.

## Historia

### Periodo Prehispánico
Hacia el periodo de invasión por los incas hasta el Río Maule (en donde fueron detenidos por el pueblo mapuche), la zona que nos compete estaba habitada por indígenas que en quechua fueron denominados Promaucas, Promaucaes o Purumaucas (purum-awqa, Gente inculta, enemigo), que, a decir verdad, era el nombre con el que los incas hacía referencia los indígenas ajenos a su imperio. El Territorio de los Promaucas era entre el Río Maipo y el Maule, y hay quien asevera que en realidad fueron una rama de los mapuches, pues hablaban mapudungún, mientras que otros dicen que son más bien grupos de indios Picones asentados en estas zonas. En la época de la Conquista Española, sin embargo, fueron parte del grupo llamado Picúnche, aunque no se ha de comparar la flexibilidad de éstos con el ánimo de lucha de los que, para efectos de este artículo, serán llamados Promaucas. Se desconoce el nombre que ellos mismos se daban.
Según crónicas posteriores, el sometimiento de los promaucas a los incas no fue tal, sino que tras la Batalla del Maule y otros enfrentamientos, los incas no dominaron esta zona, y sólo se mantuvo un contacto entre ambos luego de que, de una u otra forma, compartieran un límite. Como fruto de esto, los nativos fueron aprendiendo técnicas nuevas de supervivencia y el cultivo, puesto que las actividades de los promaucas sé limitaban a la caza, la pesca y la recolección. De esta forma, homologando lo que fuera la Revolución del Neolítico en el Mediterráneo, los cambios en la forma de vida de los promaucas fueron sustanciales, aunque no abandonaron del todo sus prácticas primigenias, puesto que la actividad agrícola fue llevada a cabo principalmente por la mujer, y la labor agresiva, vale decir, caza y guerra, fueron desarrolladas por el hombre.
Ahora bien, retrocediendo hasta la época pre-incásica, las costumbres de los promaucas eran más bien esperables, puesto que, como toda cultura precolombina, recurrían a cueros por vestidura (cambiados en la invasión por tejidos de lana teñidos con soluciones naturales), practicaban el trueque, y, en obedencia al carácter gregario del hombre, se reunían en caseríos encabezados por un cacique, circunscritos a un Cacique Principal o ulmén, que ejercía la soberanía como el más rico y valiente de los indios. Estos jefes no tenían noción alguna de gobierno o justicia, y, por lo tanto los crímenes se vengaban o se pagaban. Los hombres se ayudaban mutuamente en la construcción de sus viviendas, y solían reunirse para discutir los asuntos bélicos, así como también los lúdicos. Respecto a los primeros, se ha de mencionar como armamento el arco, las mazas de piedra, porras de madera, y macanas.
Respecto al desarrollo de los utensilios empleados, cabe mencionar la Piedra horadada, o agujerara (que ensartada en la punta de un madero servía para hacer surcos en la tierra al momento de trabajarla), algunos objetos de madera labrada, recipientes de greda y morteros de piedra.
En la cuenca del Río Mataquito los caseríos de mayor importancia en el lado norte, fueron los de Huapi (Isla, recodo en el camino limpio del monte) ubicado en el sector de Lora y el de Mataquito (probablemente del mapudungún Matha-cutún, estrujar la médula) ubicado en el sector del pueblo de Peralillo. Y al lado sur eran el de Huenchullamí (Estera fuerte), en la comuna de Curepto, y el de Peteroa (del mapudungún, Lugar de humaredas) que abarcaba todo el sector de la Comuna de Sagrada Familia hasta Toenlemo. Gracias a la cercanía de estos caseríos, compartieron un intercambio costumbrista, que, como nos dice Tomás Guevara Silva en su Historia de Curicó, estaban en un estado de absoluto retraso. Veamos por qué.

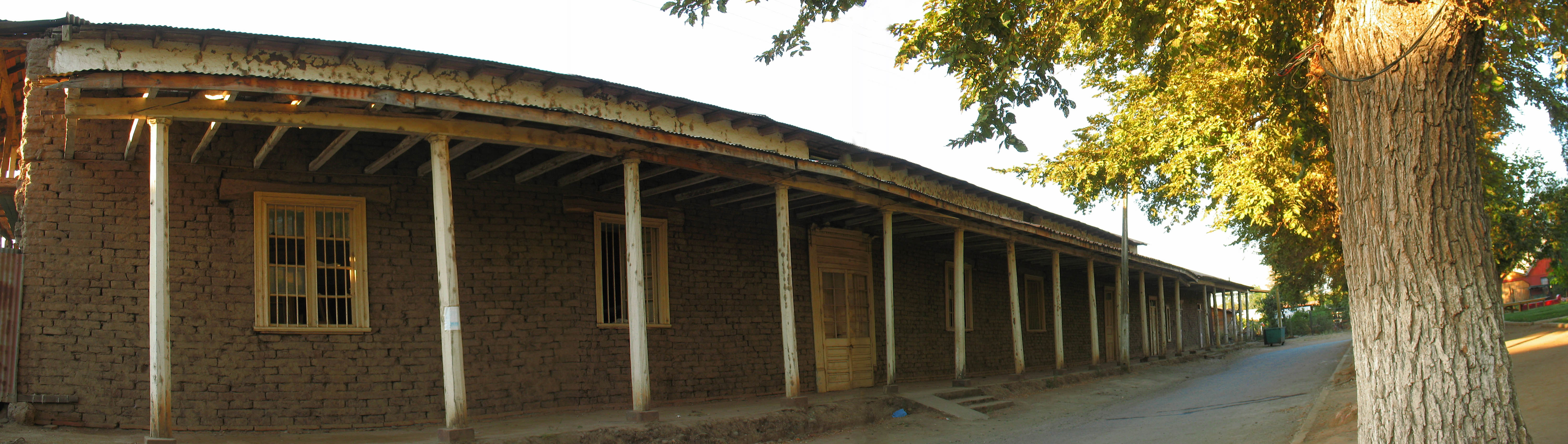
Antigua iglesia del pueblo

En primer lugar, el matrimonio no era otra cosa que un negocio, pues la mujer era comprada a través del trueque, y el que no poseía los recursos, la secuestraba y se hacía perdonar. Las relaciones fruto de tal unión se caracterizaba por la indiferencia, y, además, se ha de mencionar que, por lo tanto, la poligamia no iba en contra de la moral colectiva, pues un hombre podía comprar cuantas mujeres quisiese o pudiese, y él era capaz de llegar en tan despótica idiosincrasia, a deshacerse de ellas o de sus hijos de las formas más prácticas posibles. Más aún, la moral sexual no tenía regulación alguna.
Ahora bien, era costumbre denominar a cada individuo con nombres de aves o animales, lo que, de una u otra forma, evidencia cierto totemismo, en tanto se comprenda el término de protección en lo natural, aunque, como dice Tomás Guevara, es posible que hubiesen creído en un poder superior encargado de los fenómenos naturales, y en otro ser causante de los accidentes, enfermedades y muertes, sin llegar ninguno a ser un dios cosmógono. Ni en Curicó o Vichuquén se han hallado vestigios que de algún culto externo.

### Época Colonial
La actividad de esta zona se desarrolló paulatinamente en torno a su cultura araucanizada durante mucho tiempo, y habría de ser por más si en agosto de 1492 don Cristóbal Colón no hubiese zarpado del puerto de Palos, y más de cien años después don Pedro de Valdivia no hubiese llegado en diciembre de 1540 a la cuenca del Mapocho, donde fundaría la ciudad de Santiago del Nuevo Extremo, y asentado allí no hubiese enviado expediciones más al sur, tomando posesión, en nombre del Rey, de cuanto se le ofrecía en el camino, y otorgando a sus acompañantes las mercedes de tierra que merecían por la travesía: las encomiendas.
Ahora bien, de aquellos beneficiados, los primeros en entrar en contacto con la zona que nos compete, fueron los capitanes don Juan de las Cuevas y don Juan Jofré y Monteza, que recibieron sus terrenos junto los derechos y deberes comprometidos hacia el año 1542 (aunque su posesión y presencia concreta data del año 1544); al primero le correspondió la Encomienda de Huenchullamí, ubicada en la actual comuna de Curepto, y al segundo las Encomiendas de Mataquito (hoy Peralillo), Pocoa y  Peteroa, que es la que nos interesa más específicamente.
Las tierras de la gran estancia de Peteroa tuvieron por límites el río Peteroa el río Maule, la Cordillera y el mar. En ella estableció un obraje de paños o fábrica de hilados, que funcionó hasta el primer cuarto del siglo XVII paños a cargo del andaluz Alonso Bueso, natural de Argena, donde se hacía trabajar a los indígenas de la encomienda, recibiendo estos por remuneración algunos metros de telas. Ya no se requirió, por lo tanto, la exportación de telas desde España o Perú, y hacia 1587 se vio el apogeo de esta industria, que se cuenta entre las primeras de Chile. En la Encomienda de Pocoa tenía ricas minas de oro, y así también en Peteroa, en el lavadero de la Quebrada de la Cruz en el cerro Pequén.
Tras la muerte de don Juan Jofré y Monteza en 1578, su hijo, don Luis de Jofré de Loaisa y Aguirre, nacido en Santiago en 1559, le sucedió en la posesión de las Encomiendas, así como también de las industrias textiles y navieras (estas últimas en sus otras posesiones, como el astillero que funcionó en Pocoa, por ejemplo). Hacia 1603 llegó a ser Corregidor de Santiago, y a su muerte pasó a ser señor de las Encomiendas de Peteroa y Pocoa don Juan Jofré y Gaete, en cuyas manos llegó la extinción de aquello. Asentado en Santiago, poco caso hizo a los indígenas del Maule y a sus estancias, de las que terminó desprendiéndose al venderlas a don Tomás Calderón, y la población originaria de ellas le fue otorgada al general don Ignacio de la Carrera, que los trasladó a Aculeo, en las orillas del Maipo.
Se sabe, ahora bien que en pleno siglo XVII, una parte de la Encomienda de Peteroa le fue dada a don Fernando de Ávalos, llamada Majada de Pequén (Pequén en mapudungún viene a ser lechuza) debido a la abundancia de estos nocturnos en tal zona. Esta concesión estaba formada por los actuales Santa Emilia, San José, los Maquis, el Carrizal, Orilla de Pequén, Guaycutén y el Culenar.
A su muerte se concreta la separación de tales fundos (como sucedió en el lado norte del río Mataquito), formándose, además la Hacienda de Peteroa, a cargo de don Cayetano Correa en el año 1756 y luego de don Francisco Grez, dueño también de la Hacienda el Calabozo. Luego se formó la Hacienda el Culenar, con don Carlos Portales Vicuña como dueño.
Orilla de Pequén, la tierra que nos compete, fue heredada por la familia de Fernando de Ávalos que mantuvo tal dominio durante mucho tiempo, hasta que fue vendida a de cuatro familias en el siglo XIX, los Ávalos Herrera, los Herrera Corvalán, los Diaz Olave y los Grez Letelier (descendientes de don Francisco Grez).
Con los años, continuó la subdivisión de los terrenos, constituyéndose fragmentos de tierras desde los cerros al Este hasta el río Mataquito, llegando entonces a la constitución de un lugar que hacia el último medio del siglo XIX se conformó como villa, adquiriendo la denominación de Villa Pequén.

### Tiempos Contemporáneos
El 23 de abril de 1900, por decreto supremo, Villa Pequén pasó a llamarse Villa Prat en reconocimiento al héroe naval, así también, es nombrada comuna cabeza de la Quinta Subdelegación del Departamento de Lontué.
La Oficina Municipal funcionó en la vivienda del único Secretario y Tesorero que llegó a tener, Rafael Labra Palma, (ubicada, en la actualidad, junto al internado de la escuela). Como funciones municipales tuvo el recibir pagos de contribuciones, patentes vihiculares, de establecimientos comerciales, de minas (Mientras existió esta oficina se pagaron tres patentes de minas), y remuneró al Comandante de policía y a los Señores Vigilantes o Guardianes.
El Culenar, ahora bien, en su emplazamiento al sur de Villa Prat, llegó a ser una de las haciendas más importantes del departamento de Lontué. Fue vendida al Estado hacia 1919, y pasó a se utilizada como campo de maniobras y ejercicio de tiro del ejército, bajo la denominación de Campo Militar del Culenar.
En 1921, se crearon, con base en el Culenar, las Escuelas de Tiro de Artillería, comandada por el Mayor Pedro Vignola y la de Infantería y Ejercicios dirigida por el Mayor Guillermo del Pozo.
Tal institucionalidad significó un signo singularmente propicio de progreso, materializado en la edificación de gran cantidad viviendas en el pueblo. Sin embargo, en 1924, la Escuela de Infantería fue trasladada a San Bernardo y en 1925, la de Artillería a Linares, destinándose el Culenar a la explotación agrícola. La hacienda se dividió luego en 28 parcelas entregadas a aproblemados conductores de buses santiaguinos, fundándose la Colonia Arturo Alessandri. Sin embargo, se le reservó al ejército el Campo Chorrillos, explotado por el Regimiento de Talca.
La Ilustre Municipalidad de Villa Prat llegó a acumular un anectodario singular, pero, pese a los ánimos enaltecidos del pueblo, la poca rentabilidad de una municipalidad en un lugar de difícil acceso y rendimiento, llevó a que en el año 1927, pasara a formar parte de la comuna de Valdivia de Lontué, donde luego, en 1930, pasaría a ser cabeza la aldea de Sagrada Familia o Puyo. Así también, con la última división administrativa del país, quedó dentro de tal comuna, provincia de Curicó, Región del Maule

#### Institucionalidad
El Registro Civil comenzaría en el año 1885, con distintas ubicaciones en el tiempo. Hasta 1903 lo hizo en casa de don Agustín Reyes Martínez,  primer Oficial Civil de Villa Prat, moviéndose tras su muerte. En la actualidad funciona periódicamente en oficinas de la Delegación Municipal emplazada en las antiguas dependencias hospitalarias de Villa Prat.
El Correo y Telégrafo son servicios muy antiguos en el pueblo, funcionando, generalmente, en las casas de los encargados. Cada dos días (día por medio en mayor demanda) un jinete llevaba y traía la correspondencia desde Molina, y luego de la inauguración del ferrocarril Curicó-Hualañé, la correspondencia era traída desde La Huerta de Mataquito. Posteriormente, la misión de intermediarios se destinó a los recorridos de buses diariamente hacia Curicó. Sin embargo, en la actualidad el servicio ya no funciona como tal, y los envíos de correspondencia deben hacerse directamente en Sagrada Familia.
En 1910, en el edificio parroquial construido para la escuela ubicado frente a la Iglesia, se inauguró el Hospital de Villa Prat. Su primer administrador fue don Germán Reyes, y contó con médicos propios durante un cierto periodo de tiempo.  Luego, en forma periódica, se debieron recibir visitas desde Molina una vez al mes. Posteriormente, con la donación de un habitante, se instaló en su vivienda la Casa de Socorros, y en el mismo lugar se construyó más tarde la Posta de Primeros Auxilios, trasladada en la última década a un nuevo edificio en la parte sur del pueblo.
Los servicios judiciales de la zona se remontan a los tiempos coloniales, cuando el Capitán Diego de Rojas fue nombrado corregidor y alcalde de la ribera del Maule en 1593. Años después Villa Pequén estuvo resguardada por un Servicio de Policía Local a cargo de un Subdelegado, en cuya casa funcionaba el calabozo y un cepo.  Quien trabajaba en esta actividad era llamado Guardián y era elegidos entre la gente con méritos para ellos, así como también la confianza del Subdelegado. Con la creación de Carabineros de Chile, Villa Prat pasó a contar con un retén.

## Medios de comunicación

### Radioemisoras
FM
- 104.1 MHz - Radio Zonar